# Carter Braxton

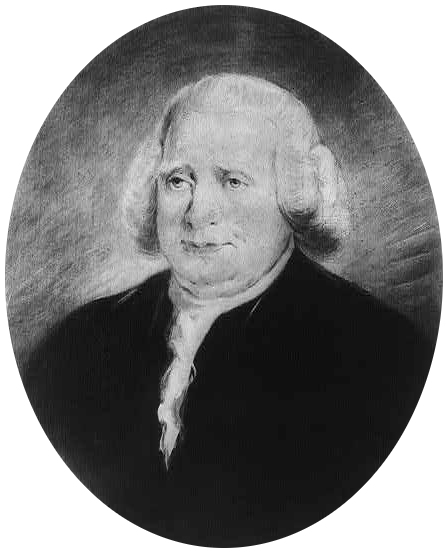
Carter Braxton

Carter Braxton (* 16. September 1736 auf der Newington-Plantage, King and Queen County, Colony of Virginia, Kolonie des Königreichs Großbritannien (heute USA); † 10. Oktober 1797) war als Unterzeichner der Unabhängigkeitserklärung für Virginia einer der Gründerväter der Vereinigten Staaten.
Braxton studierte am College of William & Mary in Virginia. Mit 19 Jahren heiratete er die reiche Erbin Judith Robinson, die zwei Jahre später starb, nachdem sie zusammen zwei Töchter bekommen hatten. Er reiste für zwei Jahre nach England. 1760 kehrte er zurück, heiratete Elizabeth Corbinand und repräsentierte das King William County im House of Burgesses. Er schloss sich 1774 dem patriotischen Sicherheitskomitee an und vertrat sein County im Kongress von Virginia. Als Peyton Randolph 1775 starb, wurde Braxton nominiert, dessen Platz im Kontinentalkongress einzunehmen. Er diente vom Februar bis August 1776 im Kongress, bis Virginia seine Delegation auf fünf Mitglieder reduzierte. Danach gehörte er für mehrere Wahlperioden (1776–1783, 1785–1786, 1790–1794) dem neuen Abgeordnetenhaus von Virginia an und diente später im Staatsexekutivrat.
Braxton investierte einen großen Teil seines Reichtums in die Unabhängigkeitsbewegung. Er verlieh Geld für diesen Zweck und finanzierte Schiffe und Freibeuter. Die Briten zerstörten Braxtons Schiffsinvestitionen und mehrere seiner Plantagen wurden zudem während des Krieges zerstört. Braxton häufte während des Krieges große Schulden an und erholte sich finanziell auch nie wieder. Er war gezwungen, 1786 sein Anwesen zu verkaufen und in ein kleineres in Richmond umzuziehen.
Das Braxton County im heutigen West Virginia wurde nach Carter Braxton benannt.